# بولانژریت
بولانژریت  (به انگلیسی: Boulangerite) با فرمول شیمیایی {\displaystyle {\ce {Pb5 Sb4 S11}}} از مجموعه کانی هاست و کمی در اسید نیتریک محلول است و در شعله گاز ذوب می‌شود-با آب تمیز می‌شود. از نام یکی از مهندسین معدن فرانسه بنام C.L.Boulanger گرفته شده‌است. در اسید کلریدریک گرم و کمی در اسید نیتریک محلول است و در شعله گاز ذوب می‌شود - با آب تمیز می‌شود. Pb:۵۵٫۴۲٪ Sb:۲۵٫۶۹٪ S:۱۸٫۸۹٪ باانکلوزیون‌های Zn,Cu,Fe,Sn برای اولین بار در چک اسلواکی کشف شد و از نظر شکل بلور: منشورهای طویل با شیارهای طولی - آسیکولار - به صورت مو، رنگ: خاکستری سربی یا سیاه، شفافیت: کدر(اپاک)، جلا: فلزی، رخ: نا کامل - مطابق با سطح، سیستم تبلور: مونوکلینیک و در رده‌بندی سولفور است و منشأ تشکیل آن هیدروترمال است.
همایند کانی‌شناسی (پارانژ) آن - استیبین- جمسونیت- پلاژیونیت- اسفالریت است
، از نظر ژیزمان بلوری - سوزنهای قابل انعطاف - تجمع دانه‌ای - رشته‌ای - توده‌ای تقریباً کمیاب است و بیشتر در آلمان، چک اسلواکی، سوئد، روسیه، یوگسلاوی، آمریکا، کانادا یافت می‌شود.